# 대한민국 형법 제286조
대한민국 형법 제286조는 협박 미수범에 대한 형법각칙의 조문이다.

## 조문
제286조(미수범) 전 3조의 미수범은 처벌한다.

第286條(未遂犯) 前3條의 未遂犯은 處罰한다.

## 참고 문헌
- 김재윤, 손동권, 『새로운 형법각론』, 율곡출판사, 2013. ISBN 978-89-974283-4-2

## 같이 보기
- 협박죄
- 공갈죄
- 미수범